# 横山裕美子
横山 裕美子（よこやま ゆみこ）は、日本の作曲家。東邦音楽大学講師、東京芸術大学非常勤講師。

## 経歴
東京芸術大学音楽学部作曲科卒業。作曲を松本民之助、川井学に師事。渡米し、ジュリアード音楽院のスタンレー・ウォルフに師事。現在は、東邦音楽大学、東邦高等学校、東邦第二高等学校講師、東京藝術大学非常勤講師を務める。
主に、合唱曲・音楽劇を発表している。

## 作品
作曲
- いのちのいっちょうめ
- マホウツカイの日々
- シーラカンスをとりにいこう
- 好き
- 青い竜
- つよい心
- ビクトリーラン
- 心の中に
- 南向きの風
- 100月の100日に
- キモチ
- 鳥よ
- ポトリオフォルパック
- ビクトリー
- 山猫の夜
- 風のマーチ（作詞 谷川俊太郎）
- 心の中の一本の線
- 歌を
- 町の灯

２部合唱とピアノのための『みすゞとの旅』（作詞 金子みすゞ）
- わたしと小鳥とすずと
- ふしぎ
- なしのしん
- 星とたんぽぽ
- 木
- 大漁

編曲
- 好奇心のとびら

音楽劇
- 手ぶくろを買いに
- 赤いろうそく
- 音楽物語　泣いた赤おに